# Trümmerfrau

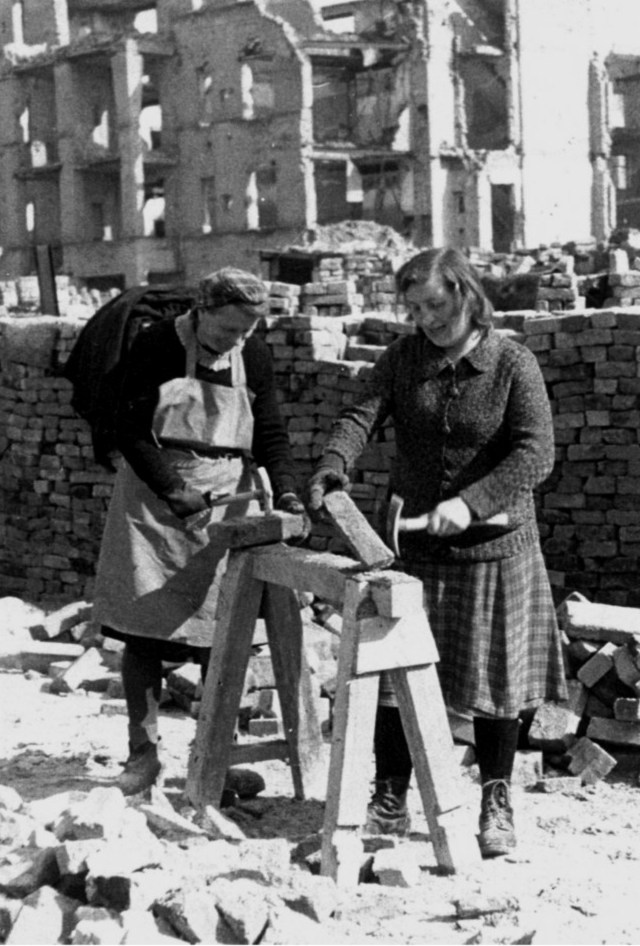
Trümmerfrauen w Berlinie

Trümmerfrau (Trümmer = niem. „ruiny, gruzy”; Frau = „kobieta”) – były to kobiety, które po II wojnie światowej odgruzowywały niemieckie miasta, zniszczone w trakcie działań wojennych.
Statystycznie była to kobieta w wieku 15–50 lat, była wdową z jednym bądź dwojgiem dziećmi (na terenie powojennych Niemiec zamieszkiwało siedem milionów więcej kobiet niż mężczyzn), często głodowała, a do pracy docierała pieszo ze względu na zniszczoną infrastrukturę. Ponadto szukała opału, ubrana była w wybrakowaną odzież, a na głowie miała szal bądź chustę zawiązaną węzłem do przodu. Często zaopatrywała się na czarnym rynku wymieniając zegarki, książki, biżuterię na artykuły spożywcze.

## Opis pracy
Praca była najczęściej planowana przez mężczyzn, którzy odpowiadali także za techniczną stronę robót (burzenie ścian, obsługa sprzętu ciężkiego). Po wyburzeniu ściany bądź części budynku do pracy przystępowały kobiety, które rozdrabniały fragmenty ścian, a uzyskane w ten sposób cegły były w dalszym toku prac oczyszczane z zaprawy murarskiej przy pomocy młotków murarskich i składowane w 12 warstwach po 16 sztuk. Najwyższa trzynasta warstwa miała 8 sztuk cegieł. W ten sposób na jednej pryzmie było zawsze 200 sztuk oczyszczonych gotowych do ponownego użycia cegieł.